# Jade Ramsey
Jade Ramsey (ur. 10 lutego 1988) – brytyjska aktorka, ma siostrę bliźniaczkę - Nikitę.
Znana głównie z roli Patricii Williamson z serialu młodzieżowego Nickelodeon – Tajemnice domu Anubisa. Wystąpiła także w innych filmach jak: W pogoni za rozumem: Dziennik Bridget Jones, The Man Who Sold the World i wielu innych.

## Wybrana filmografia
- 2013: Tajemnice domu Anubisa: Kamienny Dotyk Ra jako Patricia Williamson
- 2012: Figure It Out jako ona sama
- 2011–2013: Tajemnice domu Anubisa jako Patricia Williamson
- 2007: Medyczne zagadki jako nastoletnia studentka
- 2007: Mad Men jako przesłuchiwana bliźniaczka
- 2007: On the Lot jako aktorka
- 2006: Władza pieniądza jako szalona fanka
- 2006: The Man Who Sold the World jako Tapoge
- 2005: Criss Angel Mindfreak jako aktorka
- 2004: W pogoni za rozumem: Dziennik Bridget Jones jako bliźniaczka #2
- 2003: X-Men 2 jako X-bliźniaczka